# Мандарин уншиу
Мандарин уншиу (лат. Citrus unshiu) — вид древесных растений из рода Цитрус семейства Рутовые.
Обычно мандарин уншиу рассматривают не как самостоятельный вид, а как один из сортов мандарина (Citrus reticulata). Сорт Уншиу включают в группу японских сортов Сацума. В связи с этим название растения часто записывают как Citrus reticulata 'Unshiu'.
Уншиу родом из Китая, позже был культивирован в южной Японии и уже после этого распространился по всему миру. По сравнению с другими цитрусовыми наиболее устойчив к низким температурам. Другим достоинством растения является его быстрое созревание при сравнительно низкой солнечной активности. Так как деревце невысокое, в России и Западной Европе оно также распространено как комнатное растение. Широко распространено как культурное растение в Японии, а также в Израиле и на Кавказе, что обусловлено его отличной морозостойкостью. Большинство мандаринов, продающихся в России, являются представителями сортов Сацума.

## Описание
Уншиу — небольшое вечнозелёное деревце с раскидистой кроной, достигающей 2—3 метров в высоту в открытом грунте, а в домашних условиях — 1—1,5 метра. Ветви слегка пониклые, с гладкой зелёной корой и без колючек.
Листья тёмные, плотные, с сильно выступающими жилками и слегка удлинённой овальной формы, сужающейся к вершине. Длительность жизни каждого листа — от 2 до 4 лет.
Цветёт обычно в мае, цветки многочисленны и собраны в группы по несколько штук, чаще всего по 4—6. Цветки белые, продолговатые и появляются на прошлогодних коротких веточках.
Плоды образуются без опыления и по форме слегка округлые и приплюснутые, что придает плоду форму отличную от других сортов мандаринов, с легко отстающей кожурой, весом до 70 граммов. Плодоносит растение в конце октября, начиная с трёхлетнего возраста.

## Хозяйственное значение и применение
Высушенную кожуру мандарина уншиу ранее использовали как горько-пряное желудочное средство взамен померанцевой корки и для улучшения вкуса лекарств.

## Мандарин уншиу в культуре

### Размножение
Так как плоды уншиу обычно бессемянные, размножают уншиу прививкой на сеянцах лимона и других цитрусовых растений. Черенки укореняются в течение многих месяцев, и процесс этот очень трудоёмкий, поэтому всегда садоводы покупают привитые растения.

### Уход в домашних условиях
Зимой домашнее растение в поливе фактически не нуждается, его поливают, только если земля начинает ссыхаться. Начиная с апреля и по сентябрь растение нуждается в обильном поливе и подкормке. До 7—8-летнего возраста растение пересаживают ежегодно, после лишь раз в два года.
Уншиу предпочитает светлые, солнечные помещения, но как и все субтропические культуры, нуждается зимой в прохладе (4—10 °C).

## Вредители и болезни
Основные вредители растения — различные виды щитовок, красный цитрусовый клещ и мучнистый червец. При переизбытке или недостатке влаги листья поражает пятнистость и они начинают опадать.